# غفيلة (طراح)
غفيلة (بالفارسية: غفیله) هي قرية تقع في إيران في قسم طراح الريفي. يقدر عدد سكانها بـ 604 نسمة بحسب إحصاء 2016.